# 希望の党 (モロッコ)
希望の党（きぼうのとう、フランス語: Parti de l'Espoir; PE）は、モロッコの政党。
2007年の総選挙で候補を擁立したが、定数325のうち0議席の獲得に終わった。